# Batalla de Vila Velha
La  Batalla de Vila Velha o  Batalla de Vila Velha de Ródão se libró el 5 de octubre de 1762, cuando una fuerza combinada anglo-portuguesa comandada por los generales John Burgoyne y Charles Lee, sorprendió y recuperó Vila Velha de Ródão a los invasores españoles. La batalla se enmarca dentro de la Guerra de los Siete Años y es parte de la campaña conocida como Guerra Fantástica.

## Antecedentes
El 3 de octubre de 1762, el Conde de Lippe, anticipándose a la ofensiva española que se disponía a cruzar el Río Cécere para atacar el cuartel general portugués de Abrantes, dio instrucciones a George Townshend, I Marqués de Townshend, de marchar a la provincia de Beira Baixa siguiendo la orilla izquierda del Cécere para unirse a las fuerzas de Lord George Lennox y juntos hostigar las líneas españolas de comunicación con Almeida y Ciudad Rodrigo. Los soldados portugueses al mando del marqués de Townshend tuvieron que soportar penosas marchas, pero finalmente lograron interceptar y atacar un convoy escoltado por fuerzas francesas cerca de Sabugal, capturando gran cantidad de suministros.

## La batalla
El mismo día, el contingente español, que hacía poco había tomado Vila Velha, avanzó hacia Porto Cabrão, dejando en la ciudad 8 piezas de artillería junto a 200 granaderos y 100 hombres a caballo. El general Burgoyne, quien estaba en la zona encargado de la defensa del sur del Tajo, dándose cuenta de lo desprotegido que quedaba Vila Velha, ordenó al teniente coronel Charles Lee que se pusiera al frente de un destacamento formado por 100 granaderos portugueses, 200 hombres del 85.º regimiento de infantería y 50 dragones del 16º Regimiento ligero para atravesar el Tajo y atacar la posición. Un granadero portugués del 2º Regimiento de Cascais cruzó valientemente el río con una cuerda para facilitar el paso de una barcaza, sacrificando su vida en esta acción.
El 7 de octubre, el destacamento de Lee, aprovechando la ventaja de la sorpresa, lanzó un ataque nocturno, sorprendiendo a los españoles acampados en Vila Velha. A pesar de que los españoles se encontraban atrincherados, lo inesperado del ataque fue decisivo para que británicos y portugueses superaran tanto a la infantería como a la caballería española, infligiéndoles pérdidas considerables. En total unos 250 españoles murieron, resultaron heridos o fueron hechos prisioneros. Además se capturaron seis cañones y 60 mulas de artillería. Y el que era el principal objetivo de Lee, el depósito de artillería, fue quemado casi enseguida por los primeros asaltantes. Las pérdidas del lado anglo-portugués fueron tan solo de un muerto y 10 heridos. Con la llegada de refuerzos ingleses al día siguiente, la ciudad fue definitivamente asegurada. 

## Consecuencias
La toma de Vila Velha supuso el fin de la campaña para la invasión franco-española a Portugal, y a mediados de octubre el ejército franco-español decidió retirarse y volver a España con Lippe y Townshend persiguiéndolos y obligando incluso a los españoles a abandonar a sus heridos. El 24 de octubre, las fuerzas francesas y españolas se encontraban al completo en territorio español. Los días siguientes hubo algunas escaramuzas a ambos lados de la frontera, y los españoles volverían a hacer en noviembre otro intento de invasión atacando las ciudades de Olivenza y Ouguela, pero fueron rechazados.
El 22 de noviembre, el comandante español Conde de Aranda propuso una tregua al Conde Lippe, dándose por concluido el intento de invasión a Portugal, conocido como la Guerra Fantástica.